# Pentland Group
Pentland Group Plc è una holding britannica che opera nella distribuzione commerciale di abbigliamento sportivo e fashion, e di calzature.

## Storia
I coniugi Berko (1912-1969) e Minnie Rubin (1914-2001), ebrei immigrati dalla Polonia e stabilitisi a Liverpool, nel 1932 vi fondarono la Liverpool Shoe Company, una società di vendita all'ingrosso delle scarpe, con capitale sociale di 100 sterline. Nel 1946, fu rilevato il calzaturificio Merrywell Shoes, ed ampliò così la sua attività alla produzione. Liverpool Shoe continuò a crescere tramite acquisizioni durante il dopoguerra, acquistando sia Dines Shoes Ltd che Batson and Webster Ltd nel 1962, e John F. Kirby Ltd. nel 1963. Il 27 febbraio 1964, l'azienda dei Rubin assunse la denominazione Pentland Group Ltd, e quotata alla Borsa di Londra.
Fino ai primi anni sessanta, la Pentland Group produceva un'ampia varietà di calzature, da quelle formali a quelle sportive, da uomo, da donna e da bambino. Notevole successo commerciale ebbero i Beatles boot, e nel 1965 furono rilevate Wareings Ltd e Wesco Footwear Ltd, che continuarono a rafforzare le capacità di produzione interna dell'azienda. Tra il 1967 e il 1971, l'azienda britannica subì notevoli perdite economiche a causa dell'aumento dell'importazione di prodotti esteri. Nel 1969, Berko Rubin morì, e la guida della Pentland Group venne assunta dal figlio Robert Stephan.
Negli anni settanta, Pentland Group ridusse notevolmente la produzione in unico stabilimento nel Regno Unito, e già nel 1969 ne aveva aperto uno ad Hong Kong. Furono rilevate altre società, tra cui il 51% del capitale di Unican nel 1974, azienda produttrice di birra e vino, rivenduto quattro anni più tardi, nel 1978, alla Robertson. Il periodo di maggiore espansione della Pentland Group, divenuta di fatto una holding, furono gli anni ottanta, in cui rilevò altre aziende e quote di partecipazione di aziende: l'operazione più importante fu quella che vide l'acquisizione nel 1981 del 55% dell'azienda statunitense produttrice di scarpe sportive Reebok. Passata sotto il controllo della Pentland Group, la produzione della Reebok venne spostata in Estremo Oriente, ed incrementò notevolmente le sue vendite. Nel 1991, Pentland Group, che un decennio prima aveva acquistato le sue quote detenute in Reebok per 77.500 dollari, le rivendette per 777 milioni di dollari. Nell'anno medesimo acquisì il controllo dell'australiana Speedo, noto marchio di abbigliamento per il nuoto sportivo, che divenne il principale del Gruppo.
Pentland Group acquisì successivamente il controllo totale o parziale delle seguenti società: la britannica Berghaus e l'italiana Ellesse (di cui Pentland era licenziataria dal 1981) nel 1993, la tedesca Reusch nel 1994, le statunitensi Mitre International, e Main Woods Inc . con i marchi Red or Dead e Moda Prima, nel 1995. Nello stesso periodo, Pentland Group acquistò la licenza mondiale per il marchio Lacoste, con cui aveva avviato una partnership nel 1991, e con la casa di moda francese, diversi anni più tardi, nel 2018, creerà una joint-venture per le calzature.
Dopo il 1999, la holding della famiglia Rubin ha avviato un processo di diversificazione delle attività investendo in altri settori. Il suo ambito di investimento è definito in modo molto ampio e include, ad esempio, investimenti di minoranza in Body Armour, una bevanda sportiva a base di acqua di cocco con l'approvazione di più atleti americani, o un investimento in Heidi Klein, un marchio di abbigliamento da spiaggia boutique britannico. Nel 2005, fa il suo ingresso nel settore della vendita al dettaglio rilevando il pacchetto di maggioranza della JD Sports Fashion plc, proprietaria dell catena di negozi di abbigliamento JD Sports.

## Informazioni e dati
Pentland Group è una holding a conduzione familiare che opera nel settore della distribuzione all'ingrosso e al dettaglio di abbigliamento, in particolare quello sportivo e dell'outdoor. Controlla 43 società in vari paesi, di cui detiene il controllo totale o di maggioranza:
- Pentland Industries Ltd;
- Pentland USA Inc.;
- Pentland Ventures Ltd;
- Berghaus Ltd.;
- Brasher Boot Company Ltd (75%);
- Ellesse International S.p.A.;
- Ellesse Ltd;
- Kangaroos International Ltd;
- Kangaroos Ltd;
- Mitre Sports International Ltd;
- Olympico s.r.l.;
- Pentland Asia Pacific Ltd;
- Pentland Australia Pty. Ltd;
- Pentland Brands Ltd;
- Pentland Canada Inc.;
- Pentland France s.a.r.l.;
- Pentland Latin America Inc.;
- Pentland Sports Group Inc.;
- Pentland Sports Group Ltd;
- Pony International Inc.;
- Pony International Ltd;
- Pony Sports UK Ltd;
- Reusch International GmbH & Co.;
- Speedo Holdings BV;
- Speedo International Ltd;
- Speedo Australia Pty Ltd;
- Airborne Footwear Ltd;
- Airborne Leisure Ltd;
- LJS Inc.;
- Luc Berjen-Paris-Lte (70%);
- Maine Woods Inc.;
- Medallion Shoe Corporation;
- Morgan & Oates Ltd;
- Pentland Shoe Company Ltd;
- Red or Dead Ltd. (75%);
- Sportsflair Ltd;
- H&H Refrigeration Ltd;
- Holmes Products Corp;
- Asco General Supplies (Far East) Ltd;
- Asco-Eegim (Far East) Ltd (51%);
- Pentland Management Services Ltd.;
- Asco General Supplies Ltd;
- Pentland Shipping Services Ltd.[3]

Il suo core business è rappresentato dalle attività della Pentland Brands Ltd, che opera attraverso i marchi Berghaus, Boxfresh, Canterbury, Ellesse, Endura, KangaRoos, Kickers (licenziatario in Gran Bretagna), Lacoste, Mitre, Red or Dead, Seavees, Speedoe Ted Baker. A seguire, altra attività importante è quella della JD Sports Fashion plc, che possiede oltre 1.300 punti vendita in vari paesi, e di cui detiene il 57% delle quote.
Il Gruppo britannico opera in 190 paesi ed impiega oltre 50.000 dipendenti. Nel 2018, ha realizzato un fatturato di 5,1 miliardi di sterline, ed un utile netto di 411 milioni.